# Общество друзей Лужицы
Общество друзей Лужицы (чеш. Společnost přátel Lužice) — организация в Чехии, объединяющая людей и юридические лица по интересу к культуре и языку лужицких сербов.
Основано Яном Брылем, Цирилом Веньком и Йосефом Патой в 1907 году как чешско-лужицкое общество «Адольф Черный» (названо по имени чешского поэта Адольфа Черного). Занимается распространением знаний о лужицких сербах, их изучением. Издаёт журнал «Česko-lužický věstník». Согласно уставу общества, членами общества являются физические лица старше 15 лет и юридические лица. Действительные члены обязаны уплачивать членские взносы. К органам управления общества относятся общее собрание, президиум и контрольная комиссия.
Лужицко-сербское общество «Адольф Черный» было основано в Праге по инициативе студента Яна Брила 20 марта 1907 года. В 1919 году общество было переименовано в Чешско-лужицкое общество «Адольф Черный», началось издание журнала «Чешско-лужицкий вестник». В 1931 году общество стало называться Чехословацко-лужицкое общество «Адольф Чёрный», а журнал — «Лужицкосербский вестник». Годом позднее организация получила современное наименование — Общество друзей Лужицы. В 1933 году в организации состояло 3423 члена. В мае 1937 года на митинге в Праге общество друзей Лужицы приняло резолюцию протеста против уничтожения лужицкого народа. 8 июня 1945 года Общество друзей Лужицы возобновило свою деятельность. Руководство общества участвовало в предпринятой лужицкими сербами попытке выйти из состава Германии (1945—1946).